# Toï Toï
Albums de Suzane
Caméo
(2022)
Singles
1. L'Insatisfait
Sortie : 28 mars 2018
2. La Flemme
Sortie : 17 mai 2018
3. Suzane
Sortie : 24 janvier 2019
4. Il est où le SAV ?
Sortie : 05 novembre 2019
5. Quatre coins du globe
Sortie : 30 juin 2020
6. L’appart vide (Toï Toï 2)
Sortie : 06 novembre 2020

Toï Toï est le premier album studio de la chanteuse française Suzane, sorti le 24 janvier 2020. Une réédition augmentée de plusieurs titres a paru le 22 janvier 2021.

## Caractéristiques de l'album

### Écriture, réalisation des chansons et influences

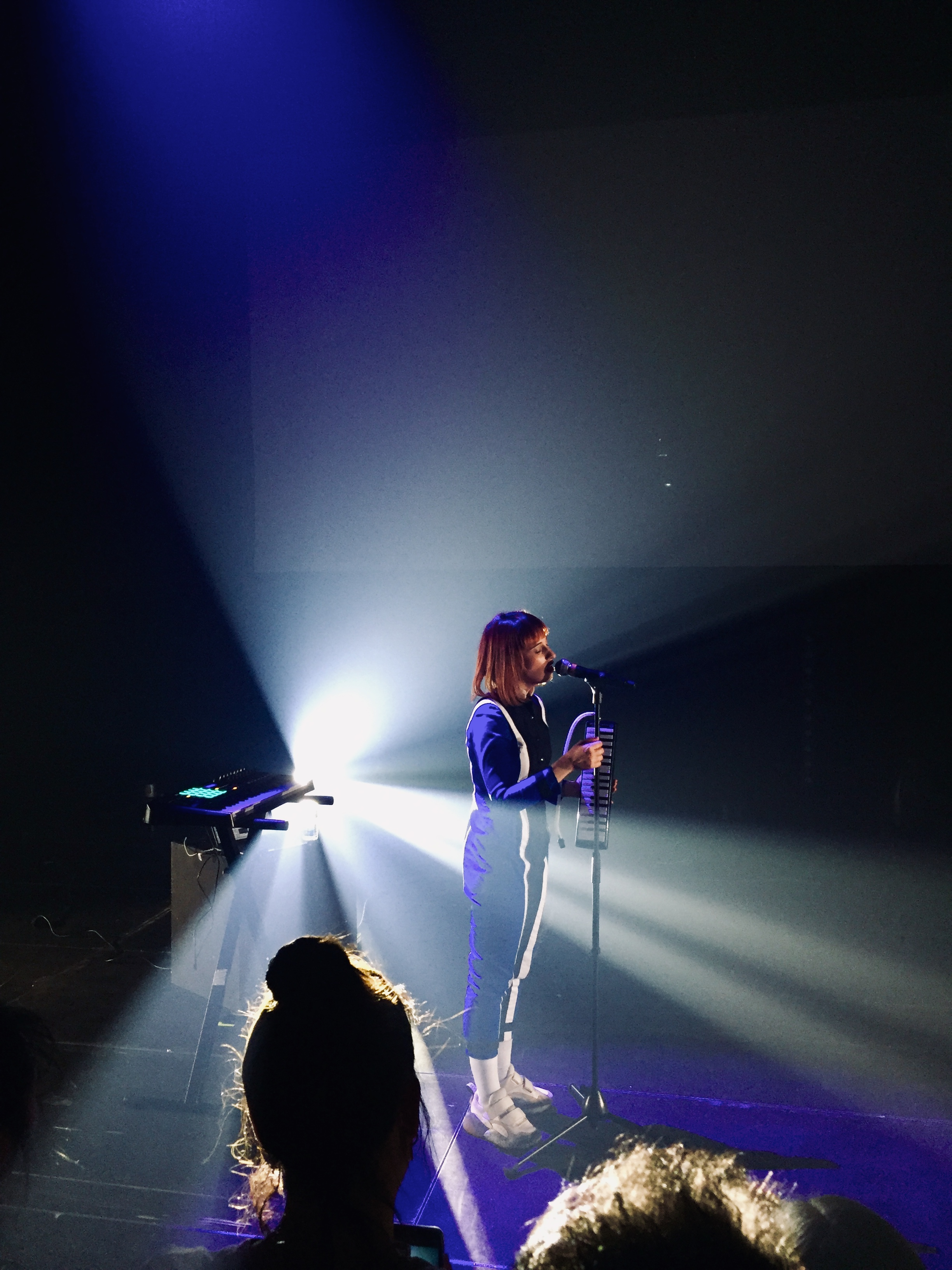
Suzane sur scène.

Les chansons de l'album sont intégralement écrites, composées et coproduite par Suzane, de son vrai nom Océane Colom. Charles Boccara et Tanguy Haesevoets participent à l'écriture des paroles de plusieurs chansons. Valentin Marceau est le coproducteur de l'album.
À travers des textes comme SLT, Anouchka ou P'tit gars, Suzane évoque divers sujets politiques : les violences sexistes et le harcèlement sexuel, le lesbianisme et le genre, ou encore l'homophobie. Elle explique vouloir proposer une bonne représentation des personnes homosexuelles et bisexuelles dans la culture pour casser l'hétéronormativité,. La crise écologique est aussi le centre de son single Il est où le SAV ? ou encore dans Le Monde D'après,. Elle écrit également sur d'autres thèmes sociétaux comme l'usage des réseaux sociaux ou le deuil post-13-Novembre.
Certains de ses titres sont plus personnels, comme Suzane, qui évoque ses rêves de scène et de sa volonté de renouer avec la musique, alors qu'elle est encore serveuse,. Elle chante aussi son passé douloureux de jeune danseuse, ou des histoires inspirées par la vie des clients de son bar parisien.

### Pochette

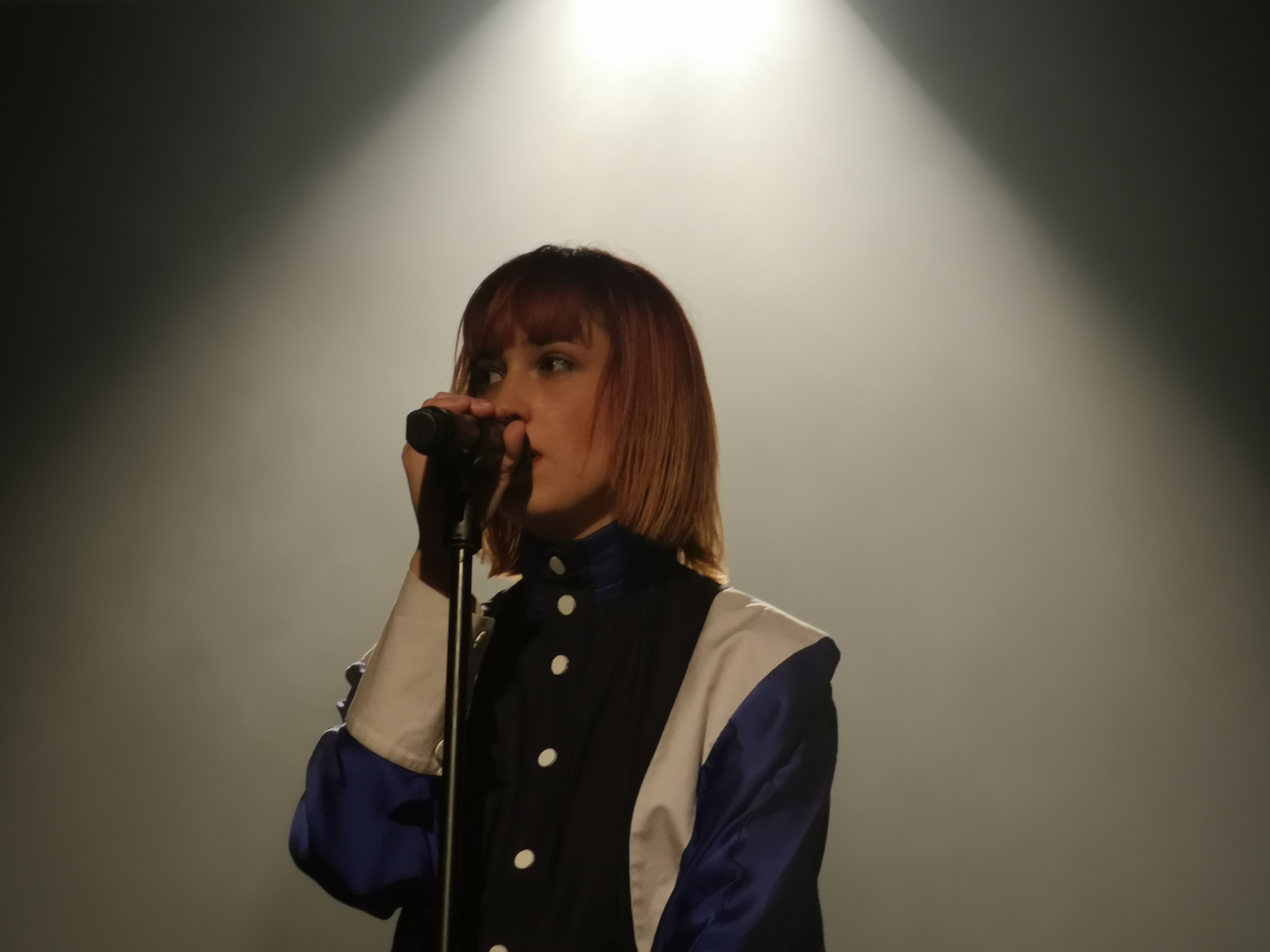
La tenue aux formes géométrique de Suzane est une référence à Bruce Lee.

Sur la pochette de l'album, Suzane porte une tenue géométrique en référence à Bruce Lee dont elle dit partager le côté « combattant et un peu kamikaze ». Sa tenue est décrite comme une « combinaison aux bandes graphiques et aux couleurs franches » par Patrice Demailly dans Libération. Il poursuit qu'il s'agit d'« un combo Bruce Lee - Elvis Presley - Louis XIV. Bruce Lee pour la Fureur du dragon, film dévoré à de nombreuses reprises avec son paternel ; Elvis Presley en souvenir des écrans (re)diffusant à outrance Jailhouse Rock lorsqu’elle servait dans un dinner à l'ancienne de Montpellier ; Louis XIV pour la couleur bleu roi qu'elle affectionne tant. Une tenue à la fois batailleuse et électrisante ».
Les photographies de la pochette ont été réalisées à l'intérieur de la bibliothèque Oscar Niemeyer du Havre,.

## Pistes

### Compact disc
Toute la musique est composée par Océane Colom. Tout l'album est produit par Océane Colom et Valentin Marceau.
| 1.  | L'Insatisfait                       | Charles Boccara, Océane Colom | 3:00 |
| 2.  | Monsieur Pomme                      | C. Boccara, O. Colom          | 2:44 |
| 3.  | Suzane                              | O. Colom, Tanguy Haesevoets   | 2:52 |
| 4.  | Il est où le SAV ? (feat. Témé Tan) | O. Colom                      | 2:50 |
| 5.  | SLT                                 | O. Colom                      | 4:01 |
| 6.  | Le Potin                            | O. Colom                      | 2:49 |
| 7.  | P'tit Gars                          | O. Colom                      | 3:27 |
| 8.  | Quatre coins du globe               | O. Colom                      | 2:48 |
| 9.  | Plus vite que ça                    | O. Colom                      | 2:47 |
| 10. | Novembre                            | O. Colom                      | 3:07 |
| 11. | La Flemme                           | O. Colom                      | 2:38 |
| 12. | Pas beaux                           | C. Boccara, O. Colom          | 3:03 |
| 13. | Madame Ademi                        | O. Colom                      | 2:50 |
| 14. | Anouchka                            | C. Boccara, O. Colom          | 3:24 |

Toï Toï II (Nouvelle Édition)- CD
| No  | Titre                                   | Durée |
| --- | --------------------------------------- | ----- |
| 1.  | Pendant 24h ((avec Grand Corps Malade)) | 2:55  |
| 2.  | L'Appart vide                           | 3:32  |
| 3.  | La Vie dolce ((avec Feder))             | 3:29  |
| 4.  | Zéro défaut                             | 2:25  |
| 5.  | Le Monde d'après                        | 3:03  |
| 6.  | L'Insatisfait                           |       |
| 7.  | Monsieur Pomme                          |       |
| 8.  | Suzane                                  |       |
| 9.  | Il est où le SAV ? ((avec Témé Tan))    |       |
| 10. | SLT                                     |       |
| 11. | Le Potin                                |       |
| 12. | P'tit Gars                              |       |
| 13. | Quatre coins du globe                   |       |
| 14. | Plus vite que ça                        |       |
| 15. | Novembre                                |       |
| 16. | La Flemme                               |       |
| 17. | Pas beaux                               |       |
| 18. | Madame Ademi                            |       |
| 19. | Anouchka                                |       |

### Vinyle
| 1. | L'Insatisfait                       | 3:00 |
| 2. | Monsieur Pomme                      | 2:44 |
| 3. | Suzane                              | 2:52 |
| 4. | Il est où le SAV ? (feat. Témé Tan) | 2:50 |
| 5. | SLT                                 | 4:01 |
| 6. | Le Potin                            | 2:49 |
| 7. | P'tit gars                          | 3:27 |

| 1. | Quatre coins du globe | 2:48 |
| 2. | Plus vite que ça      | 2:47 |
| 3. | Novembre              | 3:07 |
| 4. | La Flemme             | 2:38 |
| 5. | Pas beaux             | 3:03 |
| 6. | Madame Ademi          | 2:50 |
| 7. | Anouchka              | 3:24 |

## Classements musicaux
| Classement (2020)            | Meilleure position |
| ---------------------------- | ------------------ |
| Belgique (Wallonie Ultratop) | 35                 |
| France (SNEP)                | 14                 |

## Crédits
Crédits adaptés de Discogs
- Chants : Suzane
- Production : Suzane, Valentin Marceau
- Enregistrement : Valentin Marceau
- Mastering : Alex Gopher, NK.F
- Mixé par : NK.F, Valentin Marceau
- Photographe : Liswaya
- Pochette : Samy Glenisson